# Непенин, Андрей Григорьевич
Андрей Григорьевич Непенин (30 ноября (11 декабря) 1782, Архангельск — 12 (24) ноября 1845, Москва) — русский полковник, декабрист.

## Биография
Происходил из обер-офицерских детей: отец — Григорий Ефимович Непенин (ум. 1810) почти 20 лет прослужил солдатом, дослужившись до прапорщика, а на гражданской службе получил в декабре 1796 года чин коллежского асессора, который давал право на потомственное дворянство; мать — дочь архангельского купца Ульяна Никифоровна Зыкова (ум. 1832). В семье было ещё два сына: Николай (1782—1816) и Михаил (1789—?) и дочь Павла, — замужем за купцом Иваном Афанасьевичем Амосовым.
Воспитывался Андрей Непенин в Архангельском главном народном училище; в марте 1798 года вступил в службу унтер-офицером в Архангельский гарнизонный полк, 5.10.1803 года был переведён в Тамбовский пехотный полк; подпоручик — с 10.4.1805 года. Через год, 3.4.1806 года был назначен в Москву плац-адъютантом; с 12.4.1806 — поручик. Через два месяца, 12.6.1806 года, был назначен адъютантом к генерал-лейтенанту князю Горчакову.
Участвовал в военных действиях 1807 года; с 27.6.1807 года — штабс-капитан. В 1809—1810 годах в составе 32-го егерского полка, куда был переведён 8.4.1809 года, участвовал в русско-турецкой войне (за Базарджик был награждён золотым знаком на георгиевской ленте); с 28.6.1810 — капитан.
В Отечественной войне 1812 года был старшим адъютантом 18-й пехотной дивизии; за Городечно получил орден Св. Анны 4-й степени, за Березину — орден Св. Анны 2-й степени. Отличился в заграничных походах: за форсирование Вислы и взятие крепости был награждён орденом Св. Владимира 4-й степени с бантом, за Бауцен — золотой шпагой с надписью за храбрость; награждён также прусским орденом «За заслуги» и алмазными знаками ордена Св. Анны 2-й степени; с 6.7.1813 года — дежурный штаб-офицер в 6-м пехотном корпусе; за отличие в сражении майор — с 14.8.1813, подполковник — с 17.1.1814 года. Был утверждён командиром 32-го егерского полка — 8.5.1816 года и после высочайшего смотра 23.4.1818 года получил звание полковника.
Кавалер ордена Св. Георгия (№ 3557; 16 декабря 1821). Вскоре был отстранен от командования полком в связи с расследованием дела В. Ф. Раевского. Когда в конце 1821 года А. С. Пушкин проездом останавливался с Липранди у Непенина в Аккермане, хозяин дома спутал его с дядей В. Л. Пушкиным, спросив у Липранди: «Что, это тот Пушкин, который написал Буянова?» Эта ошибка весьма задела молодого поэта: «Как же, полковник и еще Георгиевский кавалер не мог сообразить моих лет с появлением рассказа!».
Член Союза благоденствия (1819). После событий на Сенатской площади был арестован и доставлен из Тирасполя в Санкт-Петербург 19.1.1826 года, помещён в Петропавловскую крепость; 18.3.1826 года «Высочайше повелено, продержав в крепости 6 месяцев, отставить от службы». Освобождён 25.6.1826 года и выслан из Петербурга с установлением секретного надзора. Жил в имении шурина Владимира Фёдоровича Чаадаева в д. Локна Крапивенского уезда Тульской губернии. Получил разрешение прибыть в Москву для лечения в декабре 1835 года, а с 26.1.1842 года ему было разрешено жить в Москве постоянно.
Жена — Екатерина Федоровна Чаадаева (7.11.1793 — 23.6.1869).
Был похоронен вместе с женой в Москве в Покровском монастыре, могила не сохранилась.